# Klara Lundquist
Klara Lundquist, född 28 augusti 1999 i Bromma, är en svensk basketspelare, 173 cm lång.
Hennes moderklubb är Alvik Basket, där hon tills 2021 spelade som en del av startfemman i A-truppen som spelar i basketligan dam. Idag spelar hon i Södertälje BBK i samma liga. . Klara Lundquists första säsong i basketligan dam utsågs hon till årets rookie efter att ha fått samtliga coachers röster. Två säsonger senare utsågs hon till årets stjärnskott. Sedan dess har hon även debuterat i det svenska damlandslaget. Som 17-åring blev hon för första gången uttagen till landslagstruppen, och har bland annat spelat EM-kval.  Lundquists position på planen är guard och hon har varit en nyckelspelare för Alvik basket under de senaste säsongerna. Hon omskrivs som en av svensk dambaskets största talanger. I april 2021 blev Lundquist klar för WNBA-laget Washington Mystics.